# Рипер, Жан Морис
Жан-Морис Рипер (фр. Jean-Maurice Ripert; 22 июня 1953) — французский дипломат.
С 2013  по 2017 год занимал пост чрезвычайного и полномочного посла Франции в России.
Сменил на этом посту Жана де Глиниасти, копию верительных грамот вручил 29 октября 2013 года.

## Биография
Учёба
Окончил Парижский Институт политических исследований (1973). Однокашник президента Франции Ф. Олланда по элитной Национальной школе администрации (ENA) (1980).
Профессиональная карьера
1980—1983 — работал в Министерстве иностранных дел, вначале в юридическом управлении, затем в экономическом и финансовом управлении.
1983—1986 — технический советник в аппарате Министра, уполномоченного по делам сотрудничества и развития, затем аппарате Министра Европейских дел, и аппарате Министра внешних связей.
1986—1988 — второй советник посольства Франции в Вашингтоне
1988—1990 — технический советник в аппарате премьер-министра Франции
1991 — дипломатический советник премьер-министра Франции
1991—1992 — директор отдела аппарата Секретаря по гуманитарной деятельности
1992—1993 — советник при Министре здравоохранения и гуманитарной деятельности, директор отдела аппарата по гуманитарной деятельности
Дипломатическая карьера
1993—1996 — генеральный консул Франции в Лос-Анджелесе
1996—1997 — заместитель директора по делам ООН и Международных организаций в Министерстве иностранных дел
1997—2000 — дипломатический советник премьер-министра Франции
2000—2003 — посол Франции в Греции (Афины)
Сентябрь 2003 — ноябрь 2005 — директор по делам ООН и международных организаций в Министерстве иностранных дел
Декабрь 2005 — август 2007 — посол, постоянный представитель Франции при отделении ООН в Женеве
Август 2007 — август 2009 — посол, постоянный представитель Франции в ООН, Нью-Йорк. В этой должности он занимал пост председателя в Совете Безопасности ООН.
Октябрь 2009 — декабрь 2010 — заместитель Генерального секретаря ООН, Специальный посланник генерального секретаря по делам помощи Пакистану
2011 — работал в Управлении администрации Министерства иностранных дел,
Январь 2012 — октябрь 2013 — посол, глава делегации Европейского Союза в Турции
С октября 2013 — чрезвычайный и полномочный посол Франции в России

## Деятельность в России
Первое мероприятие на котором выступил Рипер состоялось 5 ноября 2013 г. — в посольстве Франции Франко-российская торгово-промышленная палата провела презентацию экономического и инвестиционного потенциала Алтайского края.
6 ноября 2013 года приняли участие в открытии Всероссийского семинара для преподавателей французского языка высшей школы, организованный посольством Франции в Российской Федерации, который состоялся в МГОУ.
19 ноября 2013 вручил награды театральным деятелям России: орден Почётного легиона Франции Олегу Табакову и орден Искусств и литературы Анатолию Смелянскому.
22 декабря 2016 вручил орден Почетного легиона Франции Михаилу Златковскому.

## Награды
- Кавалер ордена Почётного легиона (31 декабря 2003 г.)
- Кавалер ордена «За заслуги» (14 мая 1994 г.)
- Командор ордена «За заслуги перед Итальянской Республикой» (Италия, 21 октября 1999 года)[6]
- Офицер ордена Великого князя Литовского Гядиминаса (Литва, 2 октября 1998 года) [7]